# كبريتات النيكل الثنائي
كبريتات النيكل ، أو كبريتات النيكل ، تشير عادة إلى المركب غير العضوي بالصيغة NiSO 4 (H 2 O) 6 . هذا الملح ذو اللون الأزرق القابل للذوبان بدرجة عالية يعد مصدرًا شائعًا للأيونات Ni 2+ للكهرباء .
تم إنتاج حوالي 40،000 طن في عام 2005. وهي تستخدم أساسا لطلاء النيكل .
في 2005-2006 ، كانت كبريتات النيكل هي أكبر مسببات الحساسية في اختبارات التصحيح (19.0 ٪).

## الهياكل
ما لا يقل عن سبعة أملاح كبريتات النيكل (II) معروفة. هذه الأملاح تختلف من حيث ترطيبها أو عادة الكريستال.
يتبلور سداسي هيدرات رباعي الزوايا الشائع من محلول مائي بين 30.7 و 53.8   °C. تحت هذه درجات الحرارة ، يتبلور المائي ، وفوق هذه درجات الحرارة يتشكل هيكساهيدرات العظمي. الشكل اللامائي الأصفر ، NiSO 4 ، هو مادة ذوبان عالية نادراً ما تصادف في المختبر. يتم إنتاج هذه المواد عن طريق تسخين الهيدرات فوق 330   °C. يتحلل عند درجات حرارة أعلى إلى أكسيد النيكل.
توضح قياسات البلورات بالأشعة السينية أن NiSO 4 · 6H 2 O يتكون من أيونات الأضلاع [Ni (H 2 O) 6 ] 2+ . هذه الأيونات بدورها هي الهيدروجين المستعبدين إلى أيونات الكبريتات. إذابة الأملاح في الماء تعطي المحاليل التي تحتوي على المجمع المائي [Ni (H 2 O) 6 ] 2+ .
جميع كبريتات النيكل مغناطيسية .

## كيمياء الإنتاج والتطبيقات والتنسيق
عادة ما يتم الحصول على الملح كمنتج ثانوي لتكرير النحاس . كما أنه ينتج عن طريق إذابة معدن النيكل أو أكاسيد النيكل في حامض الكبريتيك.
تتفاعل المحاليل المائية لكبريتات النيكل مع كربونات الصوديوم لترسيب كربونات النيكل ، وهي مقدمة لمحفزات وأصباغ أساسها النيكل. إضافة سلفات الأمونيوم إلى المحاليل المائية المركزة لكبريتات النيكل تترسب Ni (NH 4 ) 2 (SO 4 ) 2 · 6H 2 O. هذه المادة الصلبة ذات اللون الأزرق تشبه ملح موهر ، Fe (NH 4 ) 2 (SO 4 ) 2 · 6H 2 O.
يستخدم كبريتات النيكل في المختبر. يتم تجديد الأعمدة المستخدمة في وضع علامات سم عديد الهستيدين ، مفيدة في الكيمياء الحيوية والبيولوجيا الجزيئية ، مع كبريتات النيكل. تتفاعل المحاليل المائية لـ NiSO 4 · 6H 2 O مع الهيدرات ذات الصلة مع الأمونيا لإعطاء [Ni (NH 3 ) 6 ] SO 4 ومع الأيثيلين لإعطاء [Ni (H 2 NCH 2 CH 2 NH 2 ) 3 ] SO 4 . يستخدم هذا الأخير في بعض الأحيان كعامل معايرة لقياسات الحساسية المغناطيسية لأنه لا يوجد لديه ميل للهيدرات.

## حدوث طبيعي
تحدث كبريتات النيكل في صورة ريتاجيتيت معدني نادر ، وهو سداسي الهيدرات . يُعرف hydrate الثاني باسم hexameter النيكل (Ni، Mg، Fe) SO 4 · 6H 2 O. هيبتاهيدراتي ، وهو غير مستقر نسبياً في الهواء ، ويحدث كمادة مورنوسيت. يحدث أحادي الهيدرات في صورة dwornikite المعدنية النادرة للغاية (Ni، Fe) SO 4 · H 2 O.

## سلامة

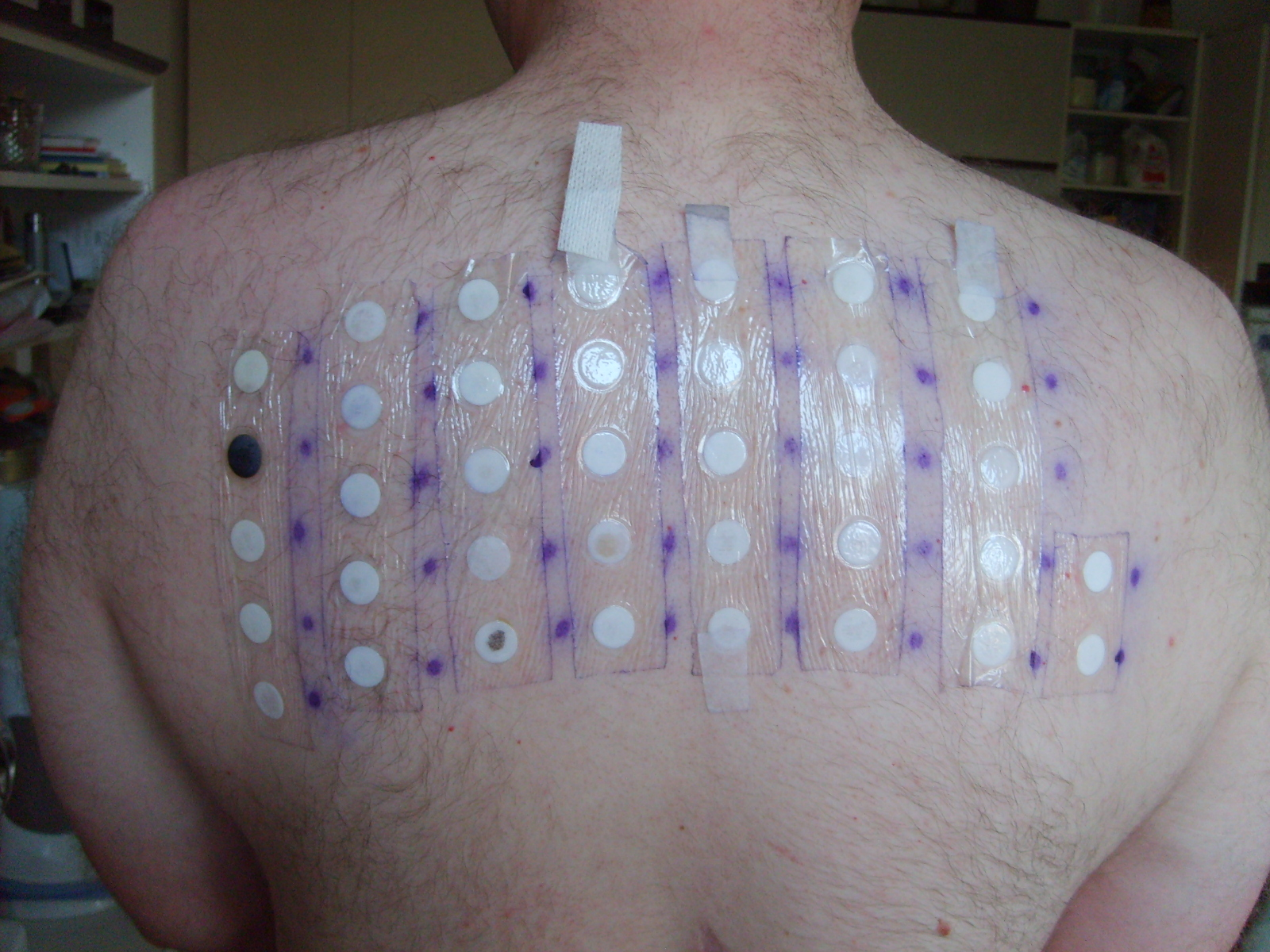
إختبار البقعة

في 2005-2006 ، كانت كبريتات النيكل هي أكبر مسببات الحساسية في اختبارات التصحيح (19.0 ٪). تصنف كبريتات النيكل على أنها مادة مسرطنة للإنسان  بناءً على زيادة مخاطر الإصابة بسرطان الجهاز التنفسي التي لوحظت في الدراسات الوبائية للعاملين في مصفاة خام الكبريتيك. في دراسة استنشاق لمدة عامين في الفئران F344 والفئران B6C3F1 ، لم يكن هناك دليل على وجود نشاط مسرطنة ، على الرغم من زيادة التهابات الرئة وتضخم العقدة الليمفاوية القصبية. هذه النتائج تشير بقوة إلى أن هناك عتبة للتسرطن من كبريتات النيكل عن طريق الاستنشاق. في دراسة لمدة عامين مع تناوله عن طريق الفم يوميًا من سداسي هيدرات سلفات النيكل إلى فئران F344 ، لم يلاحظ أي دليل على زيادة النشاط المسرطن. تشير البيانات البشرية والحيوانية باستمرار إلى نقص السرطنة عن طريق التعرض عن طريق الفم وتحد من سرطانات مركبات النيكل إلى أورام الجهاز التنفسي بعد الاستنشاق. ما إذا كانت هذه التأثيرات ذات صلة بالبشر غير واضحة لأن الدراسات الوبائية للعاملات المعرضات بدرجة عالية لم تظهر تأثيرات سمية على النمو الضارة.

## روابط خارجية
- بطاقة السلامة الكيميائية الدولية 0063